# Anoplosaurus
Anoplosaurus („ungepanzerte Echse“) ist eine Gattung von Dinosauriern die der Gruppe der Nodosauridae zugerechnet wird. Fossilien dieser Tiere stammen aus der frühen Oberkreide (Cenomanium) und wurden in Cambridgeshire in England gefunden. Zeitweilig wurde Anoplosaurus auch einer verwandten Gruppe, den Ornithopoda, zugeordnet.

## Geschichte
Die namensgebende Art (Typusart) Anoplosaurus curtonotus, wurde 1879 von Harry Govier Seeley auf Grundlage eines Fundes beschrieben, der aus den Fragmenten eines Unterkiefers, mehreren Wirbeln von Hals, Rücken und Kreuzbein, Teilen des Schultergürtels, Fragmenten der Oberarm- und Oberschenkelknochen und anderen Knochenteilen aus Fuß, Schienbein und Rippen bestand. Er nahm an, dass es sich möglicherweise um ein Jungtier handeln könnte, da es von geringer Größe war. 
Andere Forscher kamen zu der Ansicht, dass hier eine gepanzerte Echse vorlag, doch Franz Nopcsa vermutete 1923, dass die meisten der gefundenen Knochen zu einem Tier aus der Gruppe der Camptosaurus gehören und andere Knochenteile zu einer Art der Gattung Acanthopholis. 
Dieser Annahme wurde mit geringen Modifikationen gefolgt, bis Pereda-Suberbiola und Barrett das Material 1999 neu untersuchten. Sie schrieben, dass die Funde zu einem primitiven Nodosaurier gehören, der aufgrund seiner Jugend zum Todeszeitpunkt noch keinen Panzer ausgebildet hatte. Alle nachfolgenden Rezensionen folgten dieser Deutung.